# 야와타정 (지바현 히가시카쓰시카군)
야와타정(八幡町)은 지바현 히가시카쓰시카군에 존재했던 정이다. 현재의 이치카와시에 위치한다.

## 역사
- 1889년 4월 1일 - 정촌제 시행에 수반해 히가시카쓰시카군 야와타정이 성립하였다.
- 1934년 11월 3일 - 이치카와 정, 나카야마 정, 고쿠분 촌과 합병해 이치카와시가 성립하여, 동일 야와타정은 폐지되었다.

## 교통

### 철도
- 게이세이 전기철도선

현재는 구 정역에 소부 본선의 모토야와타역이 설치되어 있지만 당시엔 미개통이였다.